# 佐藤雄平
佐藤 雄平（さとう ゆうへい、1947年（昭和22年）12月13日 - ）は、日本の政治家。
福島県知事（第62・63代）、参議院議員（2期）、参議院沖縄及び北方問題に関する特別委員長などを歴任した。

## 来歴

### 生い立ち
福島県南会津郡下郷町生まれ。福島県立田島高等学校、神奈川大学経済学部卒業。大学卒業後、叔父にあたる渡部恒三衆議院議員（のち衆議院副議長）の秘書を長く務めた。

### 国政にて

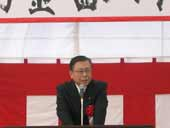
2005年11月21日、金曲バイパス開通式にて

1998年、第18回参議院議員通常選挙に無所属（民主党・社会民主党・公明党推薦）で福島県選挙区から出馬し、初当選を果たした。2004年の第20回参議院議員通常選挙では民主党公認で出馬し、再選。参議院では決算委員会理事、沖縄及び北方問題に関する特別委員長、国土交通委員会理事、予算委員会筆頭理事などを務めた。

### 県政にて

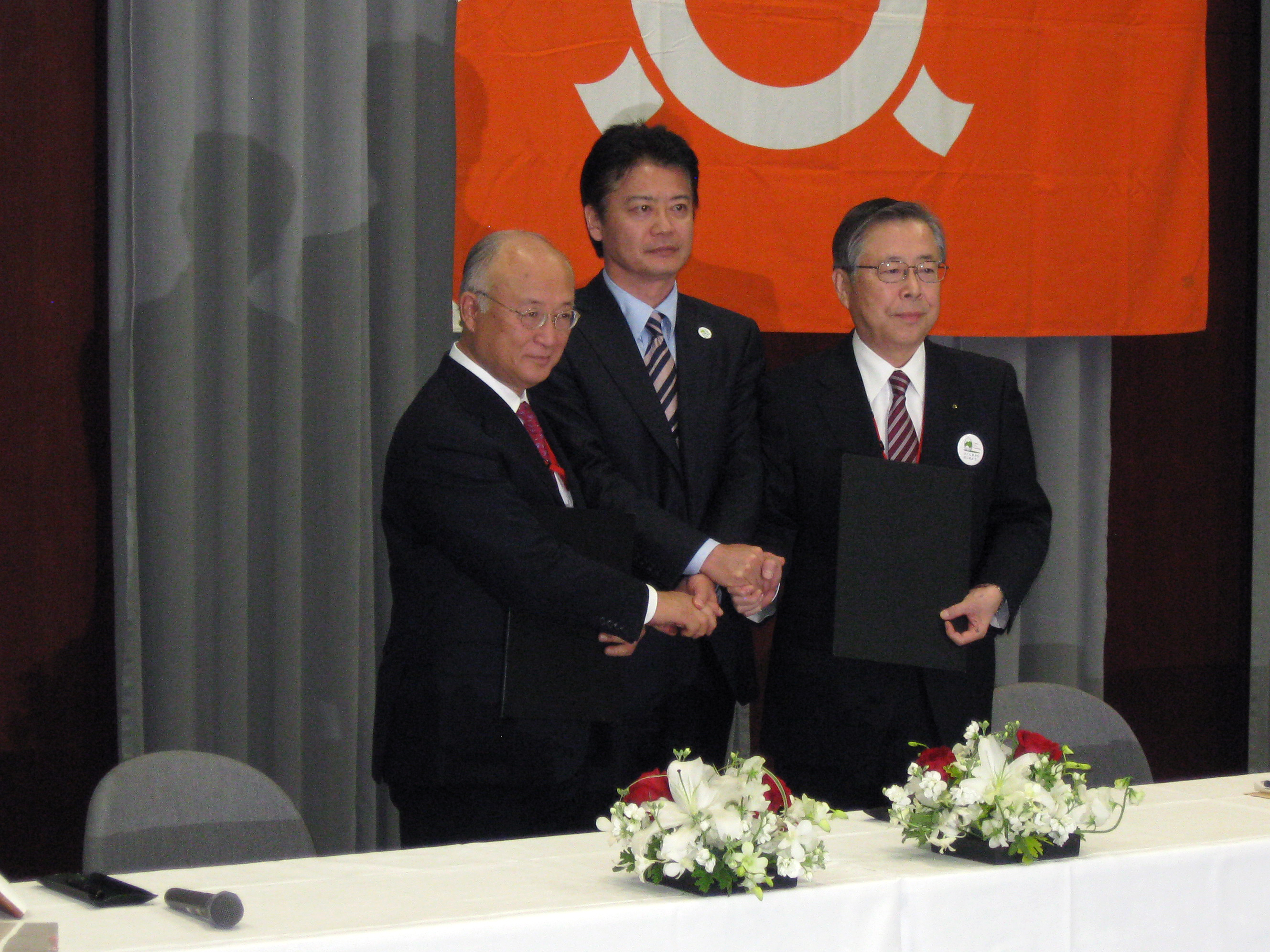
2012年12月15日、原子力安全に関する福島閣僚会議にて国際原子力機関事務局長天野之弥（左）、外務大臣玄葉光一郎（中央）と。

2006年、佐藤栄佐久福島県知事（同じ民主党に属する玄葉光一郎衆議院議員の義父にあたる）の辞職に伴う福島県知事選挙に出馬するため、同年10月23日に参院議員を辞職。民主党、社会民主党の推薦を得て、自由民主党が擁立した弁護士の森まさこらを破り、当選した。当初民主党は森を擁立する方向で調整を進めていたが、告示直前に森が自民党からの出馬を表明したため、急遽佐藤が擁立された。
2007年3月6日、県議会で、佐藤知事は一連のデータ改ざんや原子炉緊急停止の隠蔽について東京電力を批判したうえで「県民の信頼が大きく損なわれている」「（原子力政策は）国策であると同時に公益事業。技術的に安全が保証され、社会的に安心感を与えることが大事。プルサーマル計画は議論以前の問題」としてプルサーマル計画再開に慎重な姿勢を取った。その後、2009年まで消極姿勢であったが、双葉町・大熊町など原発立地の地元4町が受け入れを決定、また県議会における自民党福島県連の度重なるプルサーマル導入要求などがあり、2010年8月、東京電力が福島第一原子力発電所3号機（大熊町）で計画していたプルサーマル受け入れを決定した。
2010年10月の福島県知事選挙では政党からの推薦は受けなかったものの民主、社民両党の支援に加え自民党県連・斎藤健治幹事長が「プルサーマル受け入れなど要望のほとんどを聞いていただき、政策は一致している」 と表明し「原子力政策の推進」など20項目の政策申し入れ書を渡すなど、自民・公明両党の県連からの支援も受け、日本共産党公認の候補者を大差で破り再選を果たした。2011年4月、東日本大震災復興構想会議委員に就任。2012年2月、復興庁復興推進委員会委員に就任。
3期目の出馬が取り沙汰されていた2014年10月9日告示の福島県知事選には、「福島の課題にめどをつけた。復興の取り組みは、新しいリーダーの下で実施するべき」として不出馬を表明した。

## 政策・主張

### プルサーマル計画受け入れ
2003年10月6日、自民党の核燃料税等検討プロジェクトチームは自治体の裁量で電力会社に使用済核燃料税を課すことに対し、代替措置として発電所内での使用済み核燃料の長期保管を検討するよう自治体側に要請する中間報告案を提出した。同案では使用済核燃料税の拡大は原子力推進に重大影響を及ぼすと指摘し、「不当に強引・突出した課税が行われる場合には、法改正を視野に入れる」として自治体側への裁量制限を示唆した。これは、使用済み核燃料を使用済核燃料貯蔵施設・再処理施設に搬出せずとも発電所内プールで長期・多量に保管する事をこれからも可としたものである。
2009年2月24日、県議会で、自民党の佐藤憲保議員はプルサーマル計画について議論再開を求めた。佐藤知事は「慎重の上にも慎重に熟慮を重ねていかなければならない」と回答した。 3月4日、県議会で、自民党の吉田栄光議員は、凍結されたプルサーマル計画について「東京電力の信頼回復の取り組みについて、地元としては維持基準を含め評価できる」「安全確認と確保が保証された」として議論再開を求めた。
同年6月22日、県議会最大会派の自民党は、県内の原子力発電所でプルサーマルを実施しないよう求めた2002年10月の県議会意見書を凍結すべきとする見解をまとめ、佐藤憲保議長に申し入れた。 6月23日、県議会で佐藤知事は「プルサーマル計画を含め、原子力政策については、県民の安全・安心の確保を最優先に慎重に対応する」と回答した。 6月25日、自民党の斎藤健治議員は「自民党原子力発電対策本部会議での検討の結果、東京電力との信頼関係は回復した」と述べ、県にプルサーマル計画の議論再開を求めた。
2009年8月、衆院選の東北25選挙区の立候補者95人に対してのプルサーマル計画の是非を問うアンケートでは、自民党は公認候補全員が実施に賛成、民主党の公認候補は賛否が分かれ、共産、社民両党の公認候補は全員が反対した。
10月2日、県議会で自民党の太田光秋議員は、「我が党はこの間、原子力発電対策本部において、耐震安全性も含め、東京電力及び国の安全・安心に向けた不断の取り組みを検証し、信頼が回復されたものと判断し、プルサーマルを実施しないよう求めた県議会意見書を凍結すべきとの結論で一致している」として計画の推進を求めた 12月7日、県議会で、自民党の清水敏男議員はプルサーマル計画について、「既に安全性が確保された技術であり、国内第1号のスタートは我が国の原子力史上大きな意味を持った前進であると我々は認識している」として計画の推進を求めた。
2010年6月30日、福島県議会本会議で福島第一原発3号機のプルサーマル推進に反対する請願の不採択が多数となった。
2010年8月6日、広島平和記念日で佐藤知事は耐震安全性、老朽化対策、10年近くプールに貯蔵したままのMOX燃料の健全性の3点について、「県が求めた条件が満たされ、最終的に受けることとした」として、福島第一原発3号機でのプルサーマルの実施を了承した。これに先立ち、県や地元、有識者らによる連絡会が検証を行い、問題なしとの結論を出していた。
プルサーマル受け入れに伴う電源三法交付金については、原子力発電施設等立地地域特別交付金（総額25億円）の交付申請を検討していた段階で東日本大震災が発生したため、福島県は同交付金の交付を受けていない。前任の知事で同計画に反対した佐藤栄佐久によれば、県議会でも安全性に関する議論らしい議論は無かったという。同原発は2011年3月11日の東日本大震災により、国際原子力事象評価尺度7の大事故を起した。事故後1ヶ月以上が経過したあとも、放射線物質封じ込めの見通しは立っていない危険な状態が続いている。6月5日には東京電力福島第一原子力発電所からおよそ1.7キロの道路脇の土からも、プルトニウムが検出された。

### 福島第一原子力発電所事故への対応

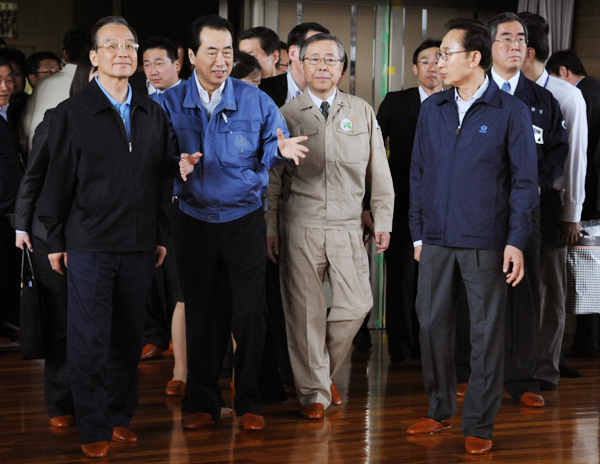
2011年5月21日、避難所で中国国務院総理温家宝（左端）、内閣総理大臣菅直人、韓国大統領李明博（右端）と。

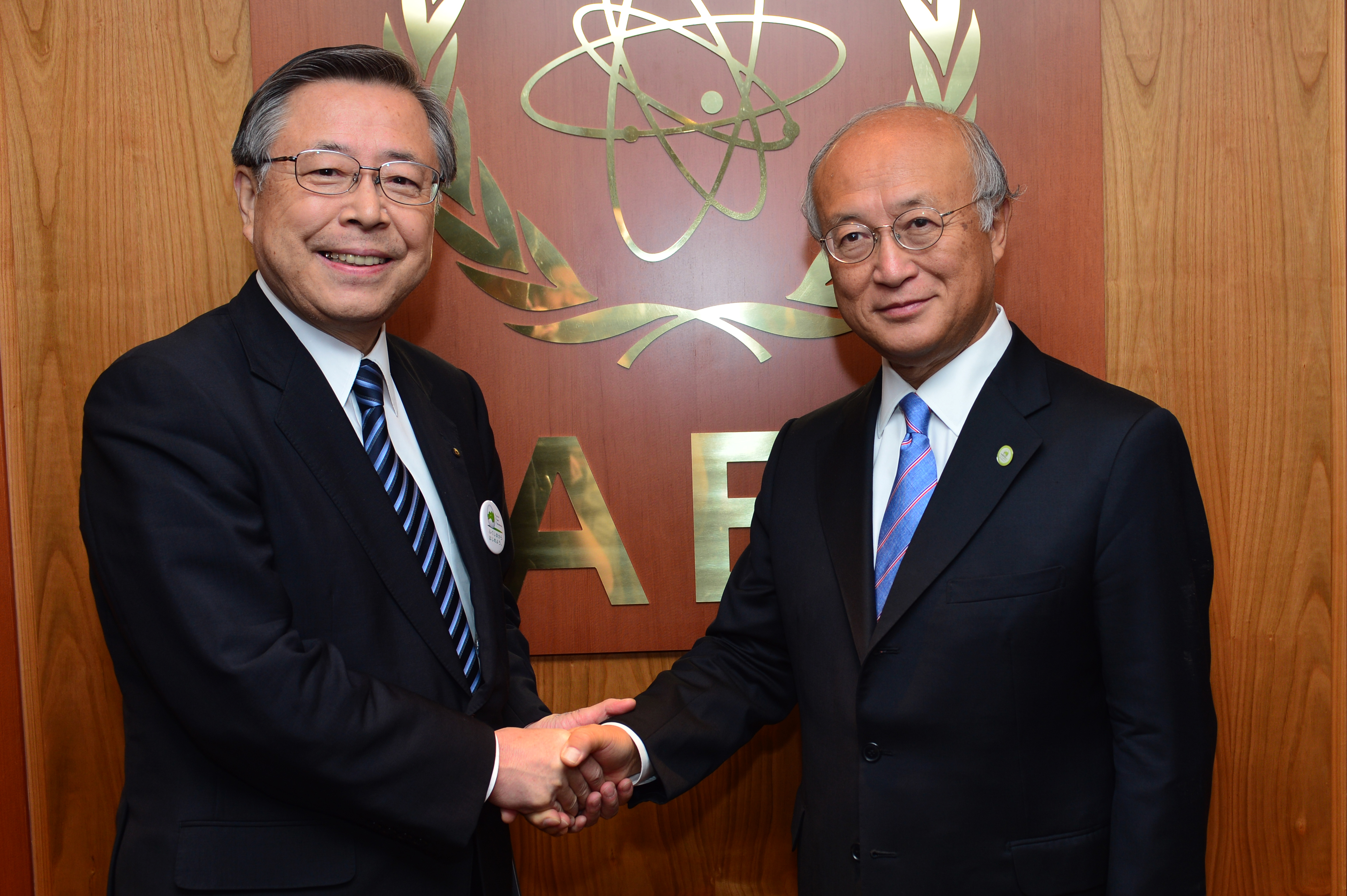
2012年8月31日、国際原子力機関事務局長天野之弥（右）と。

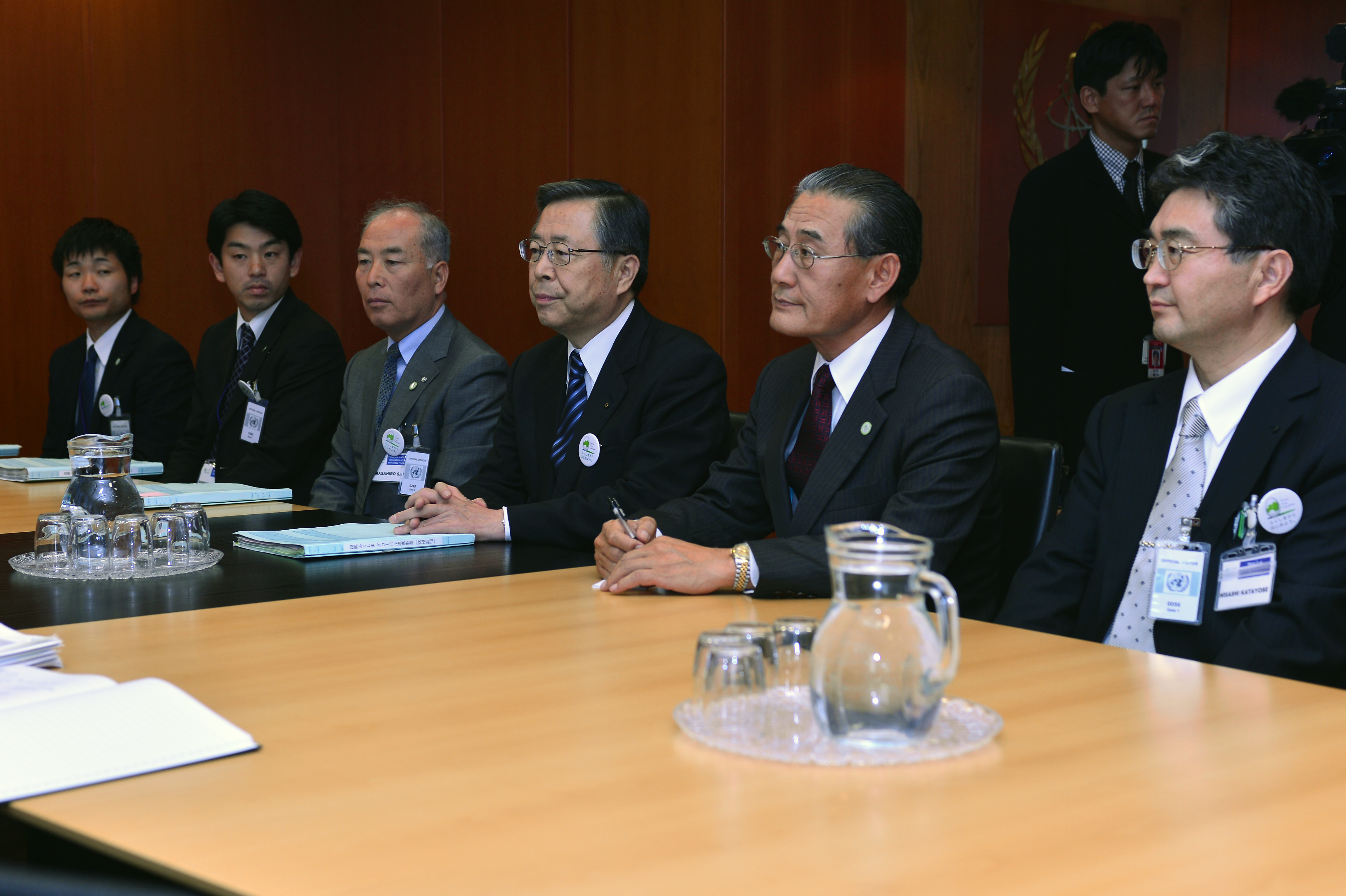
2012年8月31日、国際原子力機関本部にて在ウィーン国際機関政府代表部特命全権大使小澤俊朗（右）、福島県町村会会長佐藤正博（左）らと。

東京電力に「放射能による健康被害の心配はない」と発表するよう要請
東京電力が報道関係者に公開した社内テレビ会議の録画映像によれば、佐藤知事は福島第第一原子力発電所の3号機が2011年3月14日に爆発した直後に、東京電力福島事務所に対して「いま北西の風が吹いており、観測された放射線量から健康に被害が出る心配はない」という文言を入れるよう要請した。
福島県放射線健康リスク管理アドバイザーの委嘱
2011年3月19日に長崎大学の山下俊一と高村昇、4月1日に広島大学の神谷研二を、福島県放射線健康リスク管理アドバイザーに委嘱した。
SPEEDI問題
福島県へは3月11日の事故当夜からSPEEDIによる放射能拡散の予測データが送信されていたが、福島県は3月11日から15日のデータを公表せずに消去した。国会事故調査委員会の参考質問で佐藤は、「ついつい見逃してしまった」と釈明し、陳謝した。
安定ヨウ素剤投与指示について
原子力災害時における安定ヨウ素剤の服用は、『国民保護法に基づく国民の保護に関する基本指針』で対策本部長とともに「都道府県知事は、安定ヨウ素剤の予防服用に係る防護対策の指標を超える放射性ヨウ素の放出又はそのおそれがある場合には、直ちに服用対象の避難住民等が安定ヨウ素剤を服用できるよう、服用すべき時機を指示するものとし、市町村その他の関係機関と協力して、その他の必要な措置を講ずるものとする」 と規定されているが、3月14日から、50キロ圏内の26市町村に約110万錠の配備を開始したが、国と県の両方が住民への配布を市町村に対して指示しなかった。いわき市と三春町は独自に安定ヨウ素剤の配布を行った。
この点について、国会事故調査報告書では「知事の権限の不行使が、多くの市町村で配布・服用が行われなかった要因の一つ」であると指摘された。
事故は人災、の認識示さず
2012年2月29日、定例県議会本会議において、「県として全県民対象の賠償を求めていくに当たり、原発事故が明らかな人災と認識しているのか」との議員一般質問に対し、事故の責任については国の検証を待つとの答弁に終始、人災との認識は示さなかった。

## 略歴
- 1970年 - 神奈川大学経済学部卒業。
- 1983年 - 厚生大臣秘書官。
- 1994年 - 衆議院議員政策秘書。
- 1998年 - 第18回参議院議員通常選挙当選（1期目）。
- 2000年 - 参議院決算委員会理事。
- 2001年 - 参議院沖縄及び北方問題に関する特別委員長。
- 2004年 - 第20回参議院議員通常選挙当選（2期目）。
- 2004年 - 参議院国土交通委員会理事。
- 2006年 - 参議院予算委員会筆頭理事。
- 2006年 - 福島県知事選挙当選（1期目）。
- 2007年 - 会津鉄道会長。
- 2010年 - 福島県知事選挙当選（2期目）。
- 2018年 - 旭日重光章を受章。
- 2019年 - 神奈川大学学長特別顧問[28]。

## 親族
- 叔父 - 渡部恒三（民主党衆議院議員、元衆議院副議長）
- 従弟 - 渡部恒雄（東京財団研究員、渡部恒三の長男）